# 伍宇娟
伍宇娟（1965年10月3日—），出生于湖南耒阳，中国大陆影视女演员，国家话剧院一级演员。曾获1991年第14届大众电影百花奖最佳女配角。